# Stavba babylonské věže
Stavba babylonské věže je obraz od nizozemského malíře a kreslíře Pietera Brueghela staršího (kolem 1527, Breda? – 1569, Brusel) z roku 1563. Nachází se v majetku Kunsthistorisches Museum ve Vídni. Téma obrazu, budování babylonské věže, si Breughel vybral v Bibli, první knize Mojžíšově (Gn 11,1–9). Jedná se o olejomalbu na dřevě s rozměry 114 cm × 155 cm. Druhá verze stejného motivu, Malá babylonská věž, datovaná rokem 1563, je v majetku muzea Boijmans Van Beuningen v Rotterdamu.
Ústředním bodem obrazu je staveniště vysoké věže, jejímž základem je skála. V levém dolním rohu obrazu je zobrazen král, přijíždějící se svým doprovodem. Před králem zobrazil Brueghel několik postav, které mu klečíce vzdávají hold, zatímco ostatní kameníci pokračují v práci. Rozestavěná věž má kruhové základy, zesílené opěrnými zdmi. Další patra pokračují ve spirálách směrem k vrcholu věže. Budova je z vnější strany obložena světlým kamenem, pravděpodobně vápencem, načervenalé cihly jsou použity pro vnitřní stěny. Brueghel na obraze ukazuje stavební techniky své doby, kameníky nechává tesat vápencové bloky, zobrazuje rozestavěné klenby uvnitř věže. V pozadí divák vidí do daleka se rozkládající město, již částečně zastíněné vysokou stavbou. Vykreslením četných malých postav, malých městských domů a využitím perspektivy daleké krajiny se malíři podařilo zdůraznit výšku ještě nedokončené věže. Krajina na tomto obraze je typická pro holandské poldry.
Brueghel na svých obrazech nepředvádí pouze životní moudrost, ale také nesmyslnost, zlomyslnost, pýchu a arogantnost lidského jednání. A ukazuje, jak končí takové nesmyslné dílo. K Brueghelovým přátelům patřili učenci a humanisté, antverpský obchodník Nicolaes Jonghelinck sbíral Brueghelovy obrazy a vlastnil pravděpodobně i obraz Stavba babylonské věže. Obraz se dostal do majetku císaře Rudolfa II., později byl součástí sbírky Leopolda Wilhelma. Dnes je umístěn v Bruegelsammlung, Kunsthistorisches Museum ve Vídni. Malba je signována v dolní části obrazu na náměstí: „... Brvegel FE M.CCCCC.LXIII“ (tj. Brvegel fecit 1563).